# Georg von Elsner
Johannes Ferdinand Bruno Georg von Elsner (* 6. Mai 1861 in Reichenbach/O.L.; † 14. Dezember 1939 in Berlin-Lankwitz) war ein deutscher Meteorologe.

## Leben und Werk
Er war der Sohn des preußischen Amtsgerichtssekretärs Lothar von Elsner und stammte aus dem preußischen Adelsgeschlecht von Elsner. Nach dem Besuch des Gymnasiums studierte Georg von Elsner an den Universitäten Breslau, Jena und Berlin. In Berlin wurde er 1898 zunächst Assistent, 1906 Observator und 1923 Abteilungsvorsteher der Wetterdienstabteilung des Preußischen Meteorologischen Instituts und trug seit 1911 den Professorentitel. Bekannt wurde er durch zahlreiche meteorologische Aufsätze und barometrisch bestimmte Höhenmessungen beispielsweise auf dem Brocken. Dabei widmete er sich vor allem den Problemen bei derartigen Luftdruckmessungen an Höhenmessstationen aufgrund des Windes und der Temperaturunterschiede.